# Gaines County
Das Gaines County ist ein County im Bundesstaat Texas der Vereinigten Staaten. Das U.S. Census Bureau hat bei der Volkszählung 2020 eine Einwohnerzahl von 21.598 ermittelt. Der Sitz der Countyverwaltung (County Seat) befindet sich in Seminole. Das County gehört zu den Dry Countys, was bedeutet, dass der Verkauf von Alkohol eingeschränkt oder verboten ist.

## Geographie
Das County liegt nordwestlich des geographischen Zentrums von Texas und grenzt im Westen an den Bundesstaat New Mexico. Es hat eine Fläche von 3892 Quadratkilometern, wovon 1 Quadratkilometer Wasserfläche ist. Es grenzt im Uhrzeigersinn an folgende Countys: Yoakum County, Dawson County, Andrews County und in New Mexico an das Lea County.

## Geschichte
Gaines County wurde am 21. August 1876 aus Teilen des Bexar County gebildet. Die Verwaltungsorganisation wurde am 24. Oktober 1905 abgeschlossen. Benannt wurde es nach James Gaines (1776–1856), einem Unterzeichner der Unabhängigkeitserklärung der Republik Texas und Abgeordneten in ihrem Senat.

## Demografische Daten

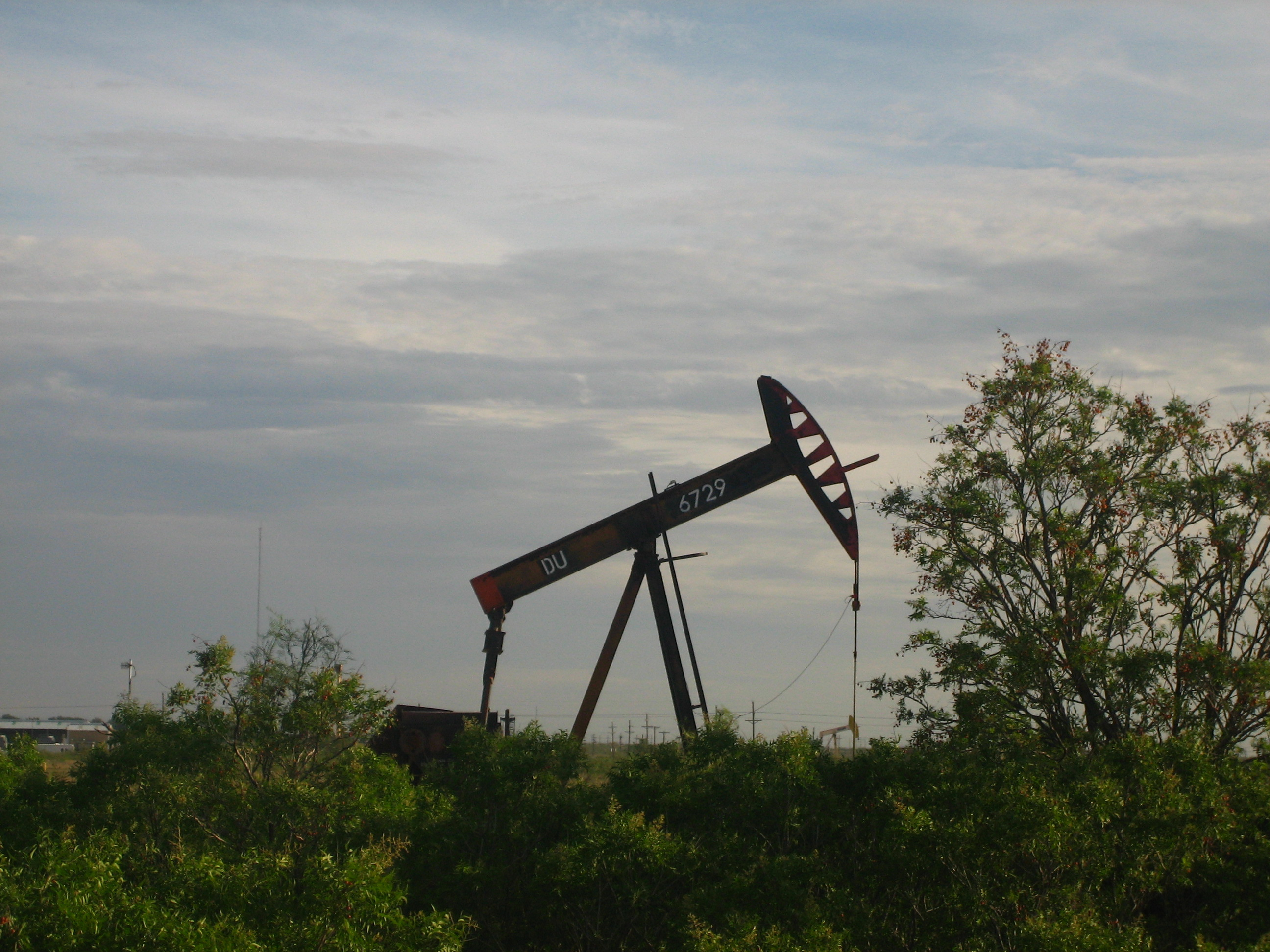
Ölförderanlage im Gaines County

Nach der Volkszählung im Jahr 2000 lebten im Gaines County 14.467 Menschen in 4.681 Haushalten und 3.754 Familien. Die Bevölkerungsdichte betrug 4 Einwohner pro Quadratkilometer. Ethnisch betrachtet setzte sich die Bevölkerung zusammen aus 80,28 Prozent Weißen, 2,28 Prozent Afroamerikanern, 0,76 Prozent amerikanischen Ureinwohnern, 0,15 Prozent Asiaten, 0,01 Prozent Bewohnern aus dem pazifischen Inselraum und 14,17 Prozent aus anderen ethnischen Gruppen; 2,35 Prozent stammten von zwei oder mehr Ethnien ab. 35,77 Prozent der Einwohner waren spanischer oder lateinamerikanischer Abstammung.
Von den 4.681 Haushalten hatten 45,3 Prozent Kinder oder Jugendliche, die mit ihnen zusammen lebten. 67,7 Prozent waren verheiratete, zusammenlebende Paare 8,8 Prozent waren allein erziehende Mütter und 19,8 Prozent waren keine Familien. 18,2 Prozent waren Singlehaushalte und in 8,6 Prozent lebten Menschen im Alter von 65 Jahren oder darüber. Die durchschnittliche Haushaltsgröße betrug 3,70 und die durchschnittliche Familiengröße betrug 3,53 Personen.
35,0 Prozent der Bevölkerung war unter 18 Jahre alt, 9,5 Prozent zwischen 18 und 24, 26,8 Prozent zwischen 25 und 44, 18,4 Prozent zwischen 45 und 64 und 10,3 Prozent waren 65 Jahre alt oder älter. Das Medianalter betrug 30 Jahre. Auf 100 weibliche Personen kamen 97 männliche Personen und auf 100 Frauen im Alter von 18 Jahren oder darüber kamen 94 Männer.

Das jährliche Durchschnittseinkommen eines Haushalts betrug 30.432 USD, das Durchschnittseinkommen einer Familie betrug 34.046 USD. Männer hatten ein Durchschnittseinkommen von 29.580 USD, Frauen 16.996 USD. Das Prokopfeinkommen betrug 13.088 USD. 17,3 Prozent der Familien und 21,7 Prozent der Einwohner lebten unterhalb der Armutsgrenze.

## Orte im County
- Ashmore
- Higginbotham
- Loop
- Seagraves
- Seminole